# يوريذيا
يويذيا فرانسيسكا غاكسيولا فلوريس (بالإسبانية: Yuridia Francisca Gaxiola Flores)‏ ولدت في 4 أكتوبر / تشرين الأول 1986 في إيرموسِيّو، سونورا، المكسيك، وهي مغنية مكسيكية مشهورة، اكتسبت شهرتها العالمية لحصولها على المرتية الثانية في برنامج (لا أكاديميا).
في عام 2005 أصدرت أول ألبوم لها باسم La Voz de un Ángel (صوت الملاك)، والذي أصبح ثاني أكثر الألبومات مبيعاً في عام 2006، وأحد أسرع الألبومات مبيعا في المكسيك، ونال على شهادة ماسية منذ إصداره، أما ألبومها الثاني Habla El Corazón (كلِّم قلبي) فقد حاز على شهادة بلاتينية في المكسيك بعد بضعة أسابيع من الإصدار. كما أصدرت Entre Mariposas ألبومها الثالث في أواخر عام 2007، وحاز على شهادة ذهبية لبيع أكثر من خمسين ألف نسخة في الأسبوع الأول فقط، وهو الرقم الأول في مخططات المبيعات.

## الحياة الفنية
فازت يويريذيا بالمرتبة الثانية من برنامج (لا أكاديميا) المكسيكي في موسمه الرابع، وتعتبر يوريذيا من المغنيات الأكثر مبيعا لألبوماتها والأكثر شهرة حتى هذا اليوم. أصبحت يوريذيا في سن التاسعة عشر أحد أكثر المغنيات بيعاً لألبوماتها في المكسيك، حيث باعت من ألبومها الأول أكتر من 1,500,000 نسخة، منافسة مغنون آخرون مثل «لويس ميغيل» و «خوان غابرييل»، ونال صوتها لقب "Voz de un Ángel" (صوت الملاك) نسبة لإسم ألبومها الأول، والذي حاز على شهادتين ماسية، وثلاثة بلاتينيات وواحد ذهبية.
في 5 كانون الأول 2006، أصدرت شركة «سوني بي إم جي» ألبوم يوريذيا الثاني "Habla El Corazón" وأغنية "Como Yo Nadie Te Ha Amado" كإصدار إسباني لأغنية "This Ain't a Love Song" لبون جوفي، ثاني وآخر أغنية منفردة في الألبوم كانت "Listen to Your Heart" لروكسيت.
كما يتضمن هذا الألبوم إصدارات إسبانية لأغاني مشهورة لمطربين كبوني تايلر، وذا بوليس. حيث باعت من هذا الألبوم أكثر من 600,00 نسخة حول العالم، وحاز هذا الألبوم على ثلاث شهادات بلاتينية وواحدة ذهبية.
حتى يومنا هذا، يعد كل من الألبوم والأغنية المنفردة "Habla El Corazón" أفضل أعمال يوريذيا وأكثرها نجاحاً، حيث وصل ألبومها إلى المرتبة الرابعة عشر عالمياً، وأغيتها المنفردة أخذت في مخطط «أبرز الأغاني اللاتيني للبيلبورد» المرتبة السادسة عشر. بينما فعلت أغنيتها المنفردة الثانية ما لم تفعله الأولى، حيث دخلت مخطط الـ «إتش إل تي» وأخذت المرتبة الرابعة والأربعون.
ألبوم يوريذيا الثالث "Entre Mariposas"، أصدر في 15 تشرين الثاني 2007 في المكسيك، أول أغنية منفردة من الألبوم كانت "" (فهمتُ الآن) كتبتها هي وماريو دوم. والأغنية المنفردة التالية هي "Yo Por El" (أنا له)، وأخذت المرتبة الأولى في المكسيك وأمريكا الوسطى. الأغنية المنفردة الثالثة والآخيرة في الألبوم هي "En Su Lugar" (عندَهُ)، بدأت في المرتبة السادسة عشر وانتهت عند المرتبة الرابعة. هذا الألبوم كان من إنتاج «خافيير كالديرون»، كنز هذا الألبوم على شهادة ذهبية لبيع أكثر من 50,000 نسخة في اليوم الأول من إنتاجه، كما حصل على أربع شهادات بلاتينية وذهبية لمجموع مبيعاته 650,000 نسخة حول العالم.

## الألبومات
- 2005: La Voz de un Ángel
- 2006 : Habla El Corazón
- 2007 : Entre Mariposas
- 2009 : Nada es Color de Rosa
- 2011 : Para Mi